# Черёмушки (Кыргызстан)
Черёмушки (кирг. Черёмушки) — село в Ноокенском районе Джалал-Абадской области Кыргызстана. Входит в состав Аралского айылного аймака.

## География
Село расположено в южной части области, к северу от реки Тентяксай, на расстоянии приблизительно 7 километров (по прямой) к юго-западу от села Масы, административного центра района. Абсолютная высота — 592 метра над уровнем моря.

## Население
Согласно оценочным данным Национального статистического комитета Кыргызской Республики, численность населения села на начало 2023 года составляла 641 человек.
| год     | 2009 | 2014 | 2015 | 2020 | 2021 | 2023 |
| ------- | ---- | ---- | ---- | ---- | ---- | ---- |
| человек | 450  | 489  | 527  | 627  | 633  | 641  |